# 인도네시아인

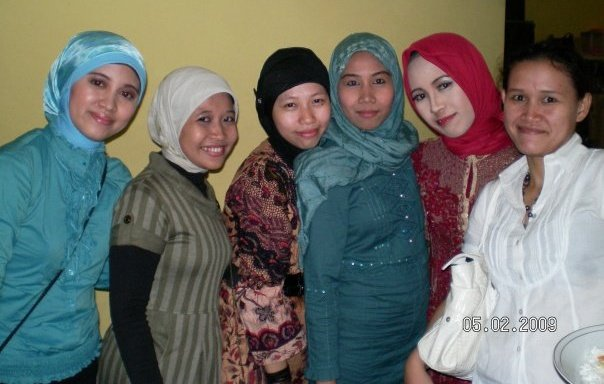
인도네시아인

인도네시아인은 인도네시아 국적을 가진 사람들을 말한다. 인구 추계에 따르면 2015년 현재 인도네시아의 인구는 2억 55백만명이다. 인도네시아 국민 대부분은 인도네시아 원주민이고 과거에는 프리부미(pribumi)라고 불렸다. 원주민의 대부분은 오스트로네시아족으로 자와족이 절반을 갓 넘고 순다족, 말레이족, 마두라족이 그 뒤를 잇는다. 다른 어족의 언어를 모어로 쓰는 민족도 있는데 파푸아 제어는 서뉴기니 원주민들이 사용한다. 5% 가량은 인도네시아 화교 등 이민해온 민족이다.

## 같이 보기
- 중국계 인도네시아인